# Peterson (Minnesota)
Peterson es una ciudad ubicada en el condado de Fillmore en el estado estadounidense de Minnesota. En el Censo de 2010 tenía una población de 199 habitantes y una densidad poblacional de 152,45 personas por km².

## Geografía
Peterson se encuentra ubicada en las coordenadas 43°47′16″N 91°49′55″O / 43.78778, -91.83194. Según la Oficina del Censo de los Estados Unidos, Peterson tiene una superficie total de 1.31 km², de la cual 1.26 km² corresponden a tierra firme y (3.57%) 0.05 km² es agua.

## Demografía
Según el censo de 2010, había 199 personas residiendo en Peterson. La densidad de población era de 152,45 hab./km². De los 199 habitantes, Peterson estaba compuesto por el 99.5% blancos, el 0% eran afroamericanos, el 0.5% eran amerindios, el 0% eran asiáticos, el 0% eran isleños del Pacífico, el 0% eran de otras razas y el 0% pertenecían a dos o más razas. Del total de la población el 1.01% eran hispanos o latinos de cualquier raza.